# Oiseaux de la forêt boréale nord-américaine
La forêt boréale (aussi appelée taïga) du continent nord-américain s'étend sur la majeure partie du Canada et sur la majeure partie du centre de l'Alaska. Elle s'étend jusqu'à la chaîne des Montagnes Rocheuses, dans le nord du Montana, et jusqu'en Nouvelle-Angleterre, dans les monts Adirondack. La forêt boréale s'étend aussi loin au nord que la limite des arbres et s'interrompt dans les forêts mixtes de feuillus et de conifères au sud. Dans tout l'hémisphère nord, la forêt boréale couvre 2,3 millions de miles carrés, une superficie plus grande que la forêt amazonienne brésilienne restante. Bien qu'elle soit en grande partie forestière, la forêt boréale comprend aussi un réseau de lacs, de vallées fluviales, de terres humides, de tourbières et de toundra semi-ouverte.

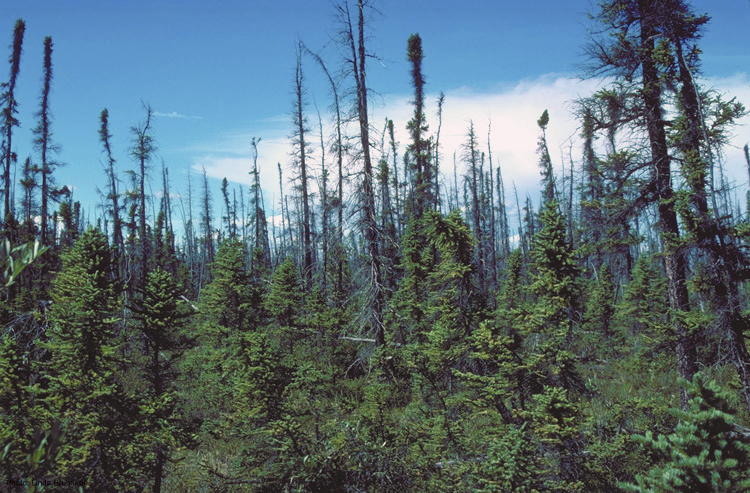
Forêt boréale d'épinette noire, Copper River, Alaska.

## Espèces presque totalement dépendantes de la forêt boréale[1]
Voici la liste des espèces d'oiseaux dont au moins 70 % de la population dépend de la forêt boréale pour la nidification.

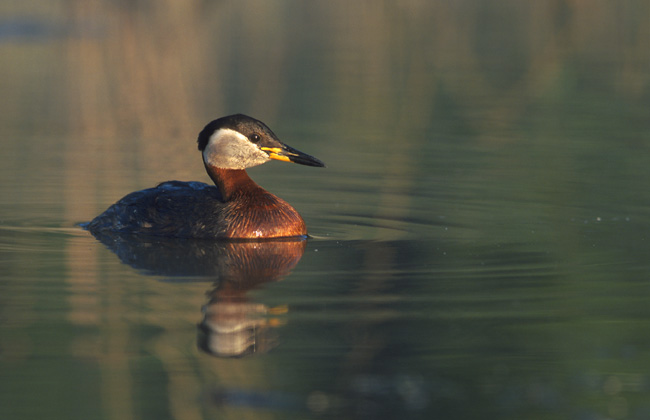
Grèbe jougris

- Macreuse à front blanc, Melanitta perspicillata
- Macreuse à ailes blanches, Melanitta deglandi
- Macreuse à bec jaune, Melanitta americana
- Petit Garrot, Bucephala albeola
- Garrot à œil d'or, Bucephala clangula
- Tétras du Canada, Falcipennis canadensis
- Plongeon huard, Gavia immer
- Grèbe esclavon, Podiceps auritus
- Grèbe jougris, Podiceps grisegena
- Grue blanche, Grus americana
- Grand Chevalier, Tringa melanoleuca

- Petit Chevalier, Tringa flavipes

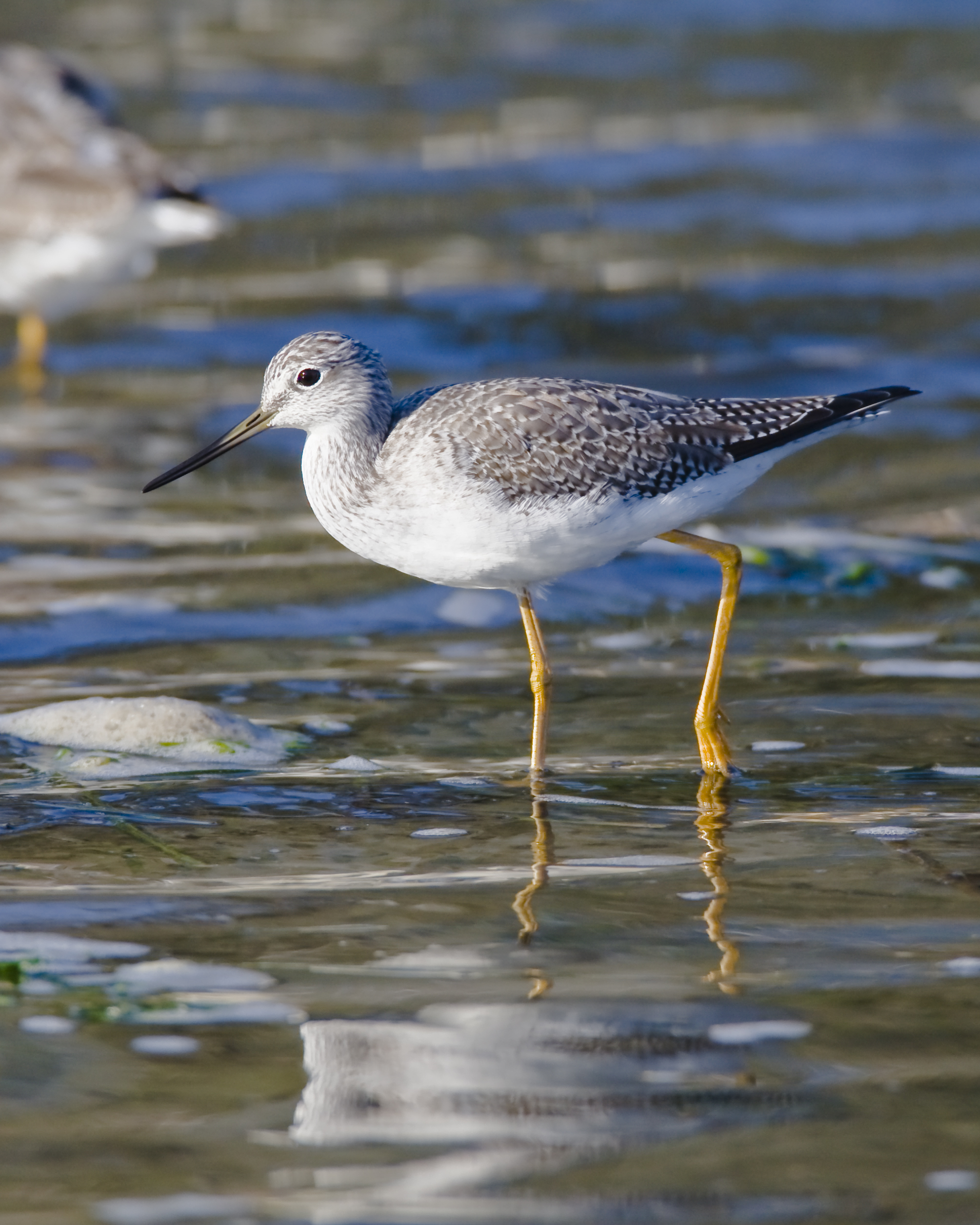
Grand chevalier

- Chevalier solitaire, Tringa solitaria
- Chevalier errant, Tringa incana
- Chevalier grivelé, Actitis macularius
- Courlis hudsonien, Numenius phaeopus
- Bécasseau du ressac, Aphriza virgata
- Bécassin roux Limnodromus griseus
- Mouette rieuse, Chroicocephalus ridibundus

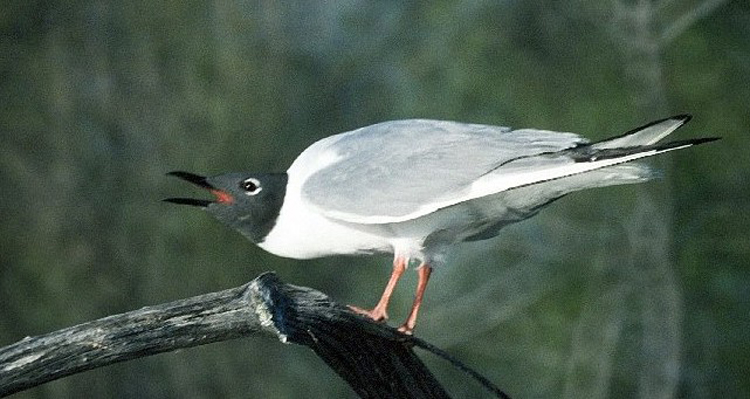
la mouette de Bonaparte

- Mouette de Bonaparte, Chroicocephalus philadelphia
- Goéland argenté, Larus argentatus
- Goéland marin, Larus marinus
- Sterne pierregarin, Sterna hirundo
- Chouette épervière, Surnia ulula
- Chouette lapone, Strix nebulosa
- Nyctale de Tengmalm, Aegolius funereus
- Pic à dos rayé, Picoides dorsalis
- Pic à dos noir, Picoides arcticus

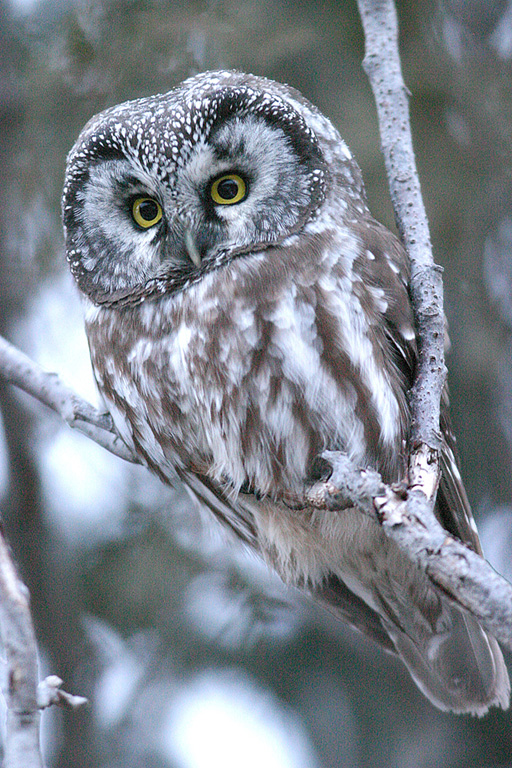
Chouette boréale

- Moucherolle à ventre jaune, Empidonax flaviventris
- Moucherolle des aulnes, Empidonax alnorum
- Pie-grièche boréale, excubiteur Lanius
- Viréo de Philadelphie, Vireo philadelphicus
- Mésangeai du Canada, Perisoreus canadensis
- Mésange à tête brune, Poecile hudsonica
- Roitelet à couronne rubis, Regulus calendula
- Grive à joues grises, Catharus minimus
- Grive de Bicknell, Catharus bicknelli
- Grive à dos olive, Catharus ustulatus
- Grive solitaire, Catharus guttatus

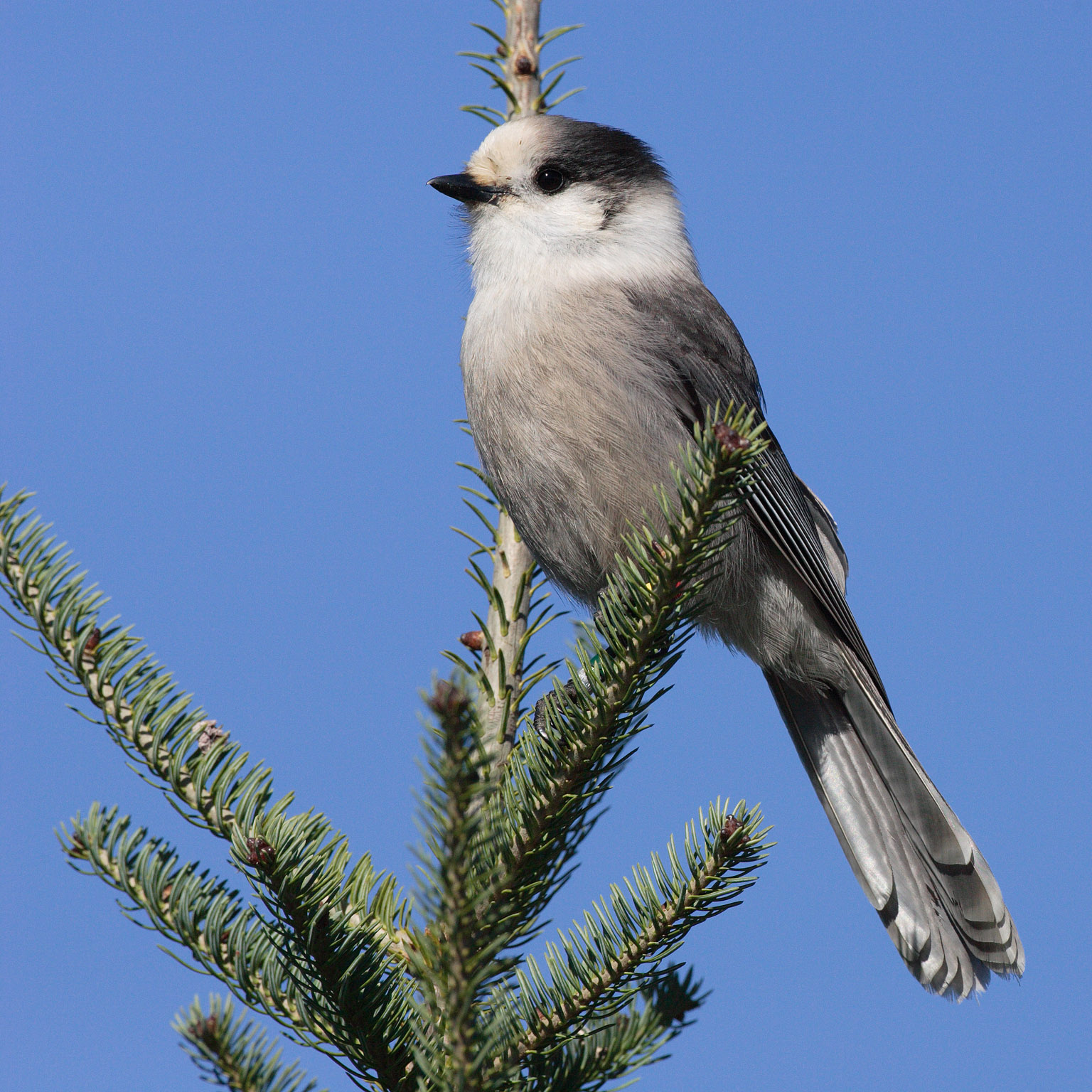
geai du Canada

- Jaseur boréal, Bombycilla garrulus
- Paruline obscure, Oreothlypis peregrina
- Paruline à tête cendrée, magnolia Setophaga
- Paruline tigrée, Setophaga tigrina
- Paruline à croupion jaune, Setophaga coronata
- Paruline de Kirtland, Setophaga kirtlandii
- Paruline à couronne rousse, Setophaga palmarum
- Paruline à poitrine baie, Setophaga castanea
- Paruline rayée, Setophaga striata
- Paruline des ruisseaux, Parkesia noveboracensis
- Paruline à gorge grise, Oporornis agilis
- Paruline triste, Geothlypis philadelphie

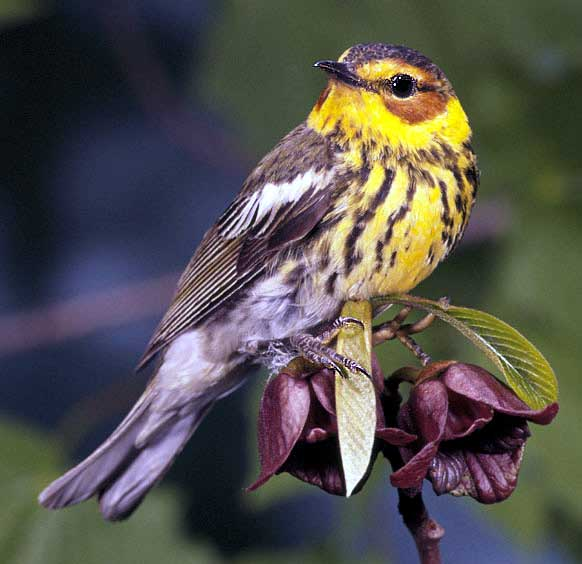
Paruline du Cap

- Bruant de Le Conte, Ammodramus leconteii
- Bruant de Lincoln, Melospiza lincolnii
- Bruant des marais, Melospiza georgiana
- Bruant à gorge blanche, Zonotrichia albicollis
- Junco ardoisé, Junco hyemalis
- Quiscale rouilleux, Euphagus carolinus
- Durbec des sapins, Pinicola enucleator
- Bec-croisé des sapins, Loxia curvirostra
- Bec-croisé bifascié, Loxia leucoptera
- Sizerin flammé, Acanthis flammea

## Espèces très dépendantes de la forêt boréale[1]
Dans cette liste, ces espèces nichent dans la forêt boréale pour 50% de la population.

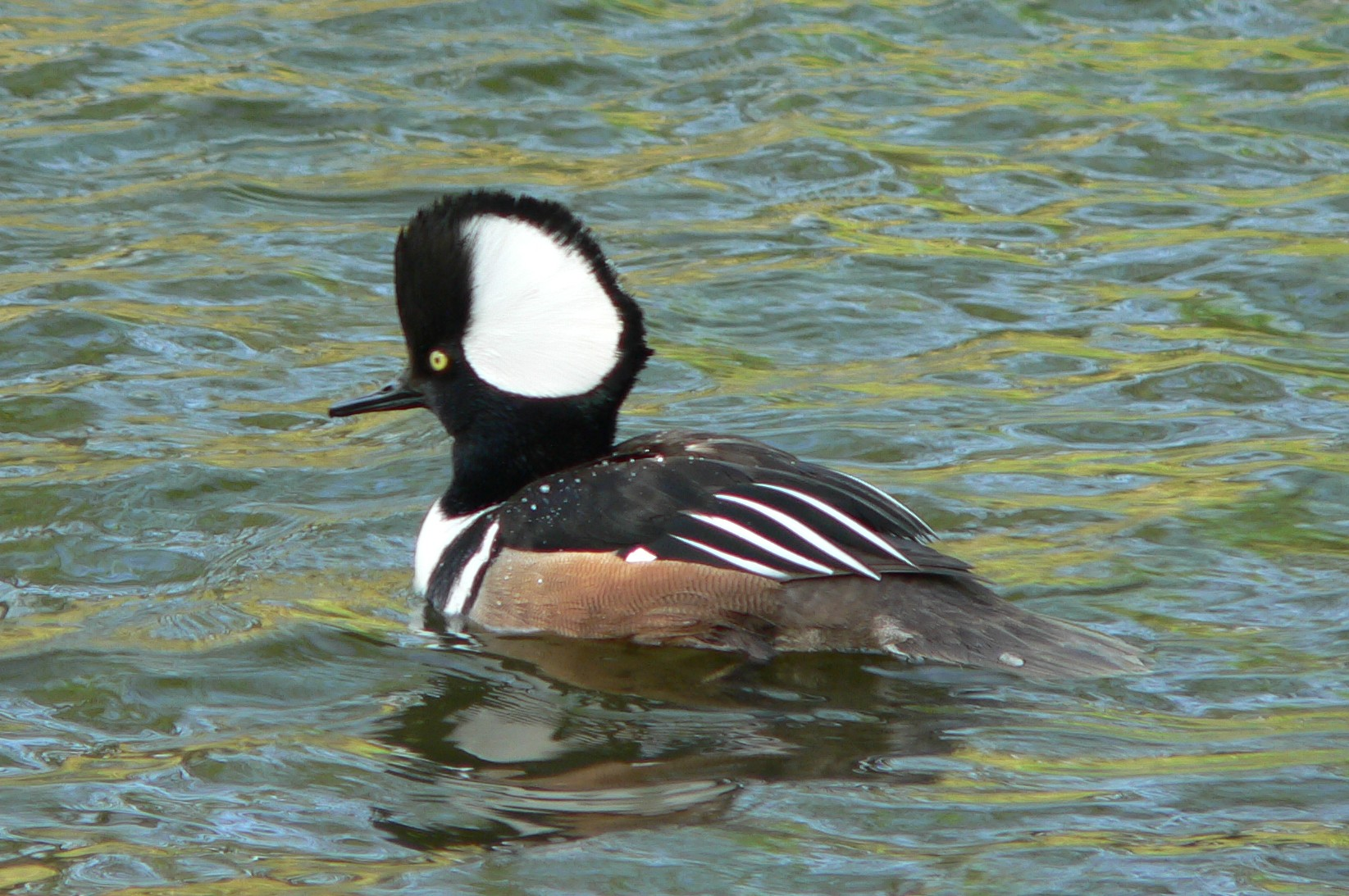
Harle couronné

- Cygne trompette, Cygnus buccinator
- Canard d'Amérique, Anas americana
- Canard noir, Anas rubripes
- Sarcelle à ailes vertes, Anas crecca
- Fuligule à collier, Aythya collaris
- Fuligule milouinan, Aythya marila
- Petit Fuligule, Aythya affinis
- Garrot d'Islande, Bucephala islandica
- Harle couronné, Lophodytes cucullatus
- Grand Harle, Mergus harle

- Gélinotte huppée, Bonasa umbellus

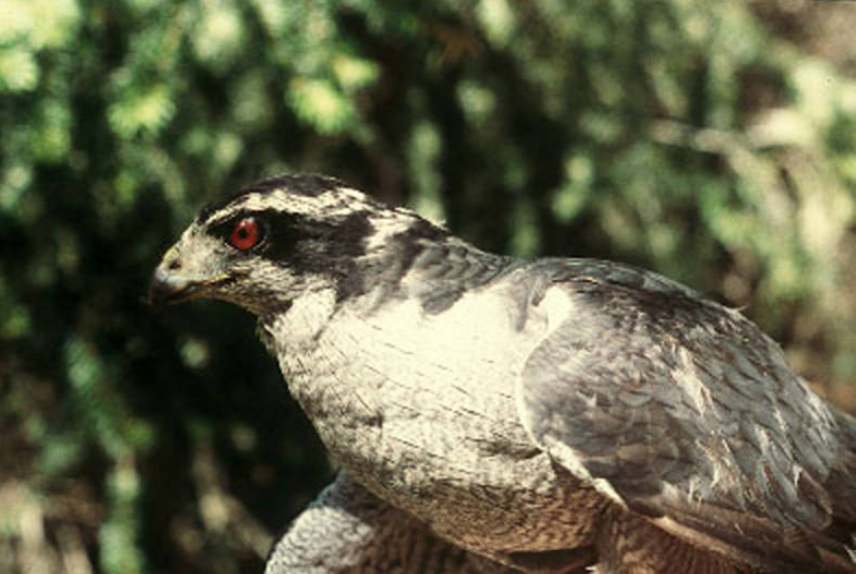
Autour des palombes

- Lagopède à queue blanche, Lagopus leucura
- Plongeon du Pacifique, Gavia pacifica
- Autour des palombes, Accipiter gentilis
- Faucon émerillon, Falco columbarius
- Râle jaune, Coturnicops noveboracensis
- Marouette de Caroline, Porzana caroline
- Pluvier semipalmé, Charadrius semipalmatus
- Barge hudsonienne, Limosa haemastica
- Bécasseau à poitrine cendrée, Calidris melanotos
- Bécasseau à croupion blanc, Calidris fuscicollis
- Bécasseau minuscule, Calidris minutilla
- Bécassine des marais, Gallinago gallinago

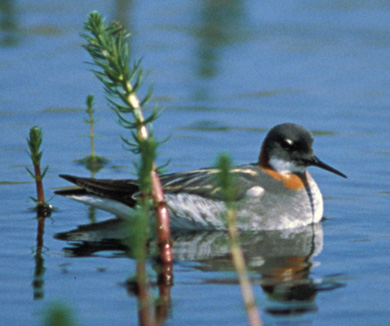
Phalarope à bec étroit

- Phalarope à bec étroit, Phalaropus lobatus
- Goéland cendré, Larus canus
- Mouette rosée, Rhodostethia rosea
- Sterne arctique, Sterna paradisaea
- Pic maculé, Sphyrapicus varius
- Moucherolle à côtés olive, Contopus cooperi
- Moucherolle tchébec, Empidonax minimus
- Viréo à tête bleue, Vireo solitarius
- Traquet motteux, Oenanthe oenanthe
- Paruline verdâtre, Oreothlypis celata
- Paruline à joues grises, Oreothlypis ruficapilla
- Paruline à flancs marron, Setophaga pensylvanica
- Paruline à gorge noire, Setophaga virens

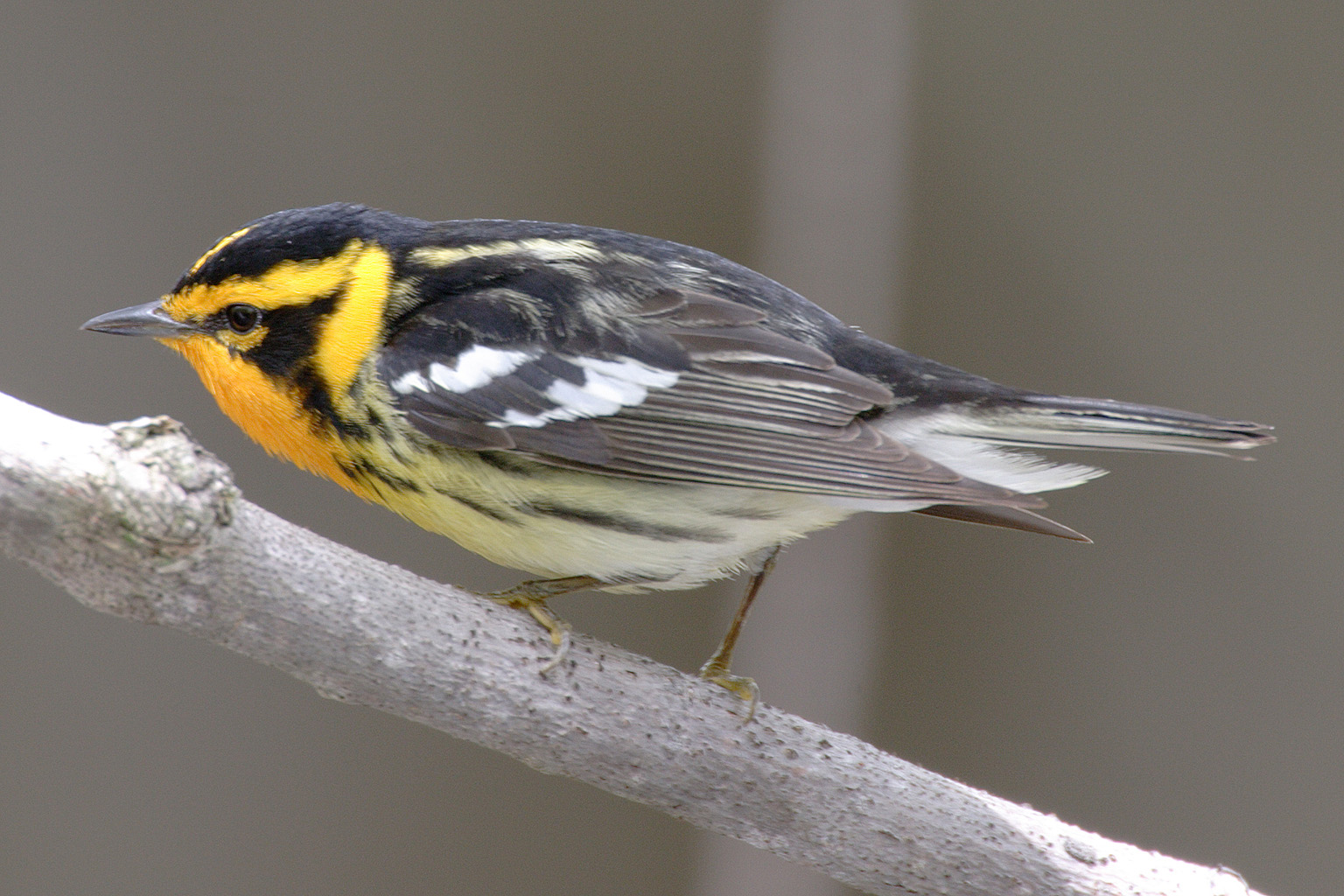
Paruline à gorge orangée

- Paruline à gorge orangée, Setophaga fusca
- Paruline noir et blanc, Mniotilta varia
- Paruline couronnée, Seiurus aurocapilla
- Paruline à calotte noire, Cardellina pusilla
- Paruline du Canada, Cardellina canadensis
- Bruant des plaines, Spizella pallida
- Bruant hudsonien, Spizelloides arborea
- Bruant fauve Passerella iliaca
- Bruant à couronne blanche, Zonotrichia leucophrys
- Bruant à couronne dorée, Zonotrichia atricapilla
- Roselin à tête grise, Leucosticte tephrocotis

## Espèces partiellement dépendantes de la forêt boréale[1]
- Oie rieuse Anser albifrons
- Oie des neiges Chen caerulescens
- Bernache du Canada Branta canadensis

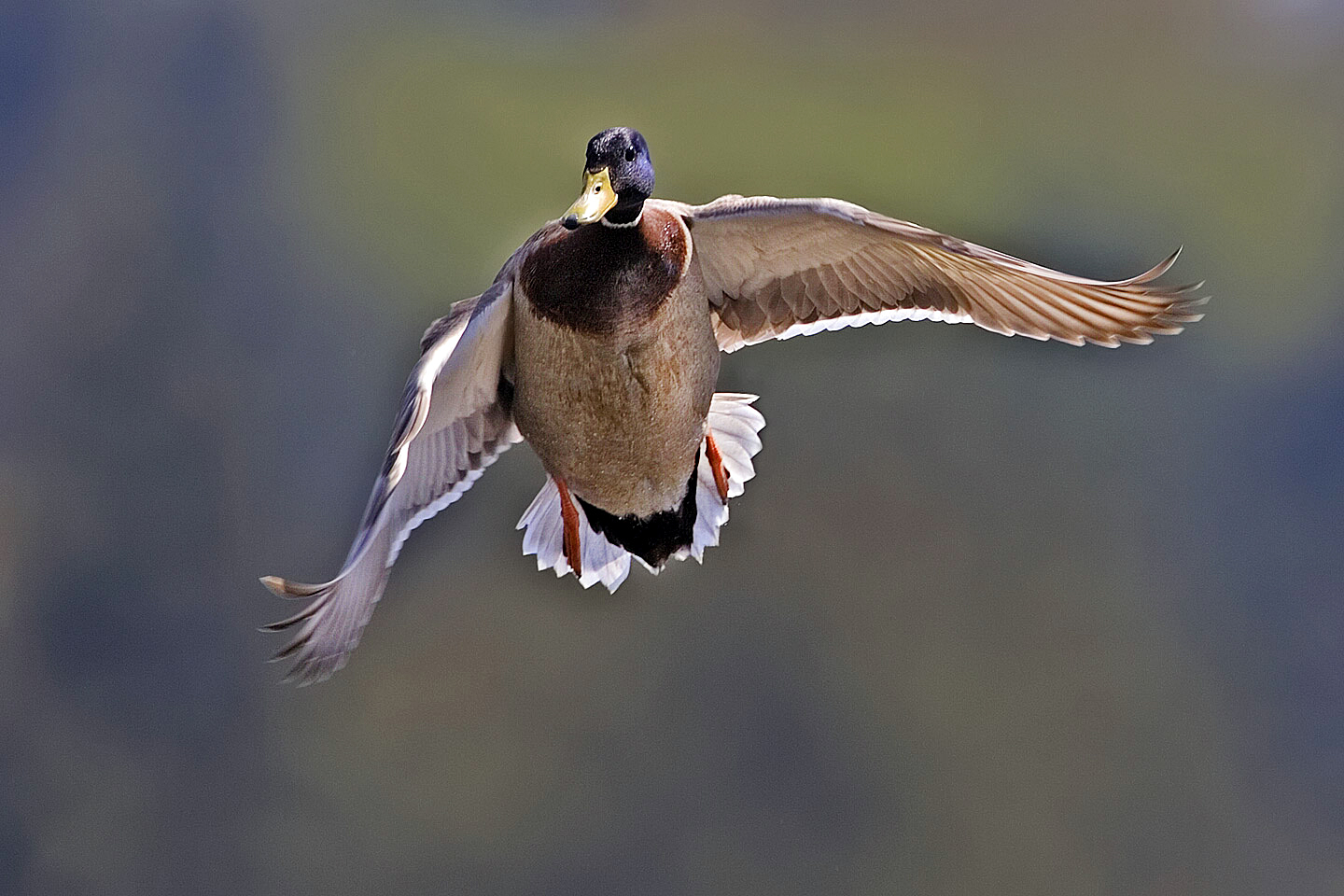
Colvert

- Canard colvert, Anas platyrhynchos
- Canard souchet, Anas clypeata
- Canard pilet, Anas acuta
- Fuligule à dos blanc, Aythya valisineria
- Arlequin plongeur, Histrionicus histrionicus
- Eider à duvet, Somateria mollissima
- Harelde kakawi, Clangula hyemalis
- Harle huppé, Mergus serrator
- Lagopède des saules, Lagopus lagopus
- Lagopède alpin, Lagopus muta
- Plongeon arctique, Gavia arctica
- Plongeon catmarin, Gavia stellata

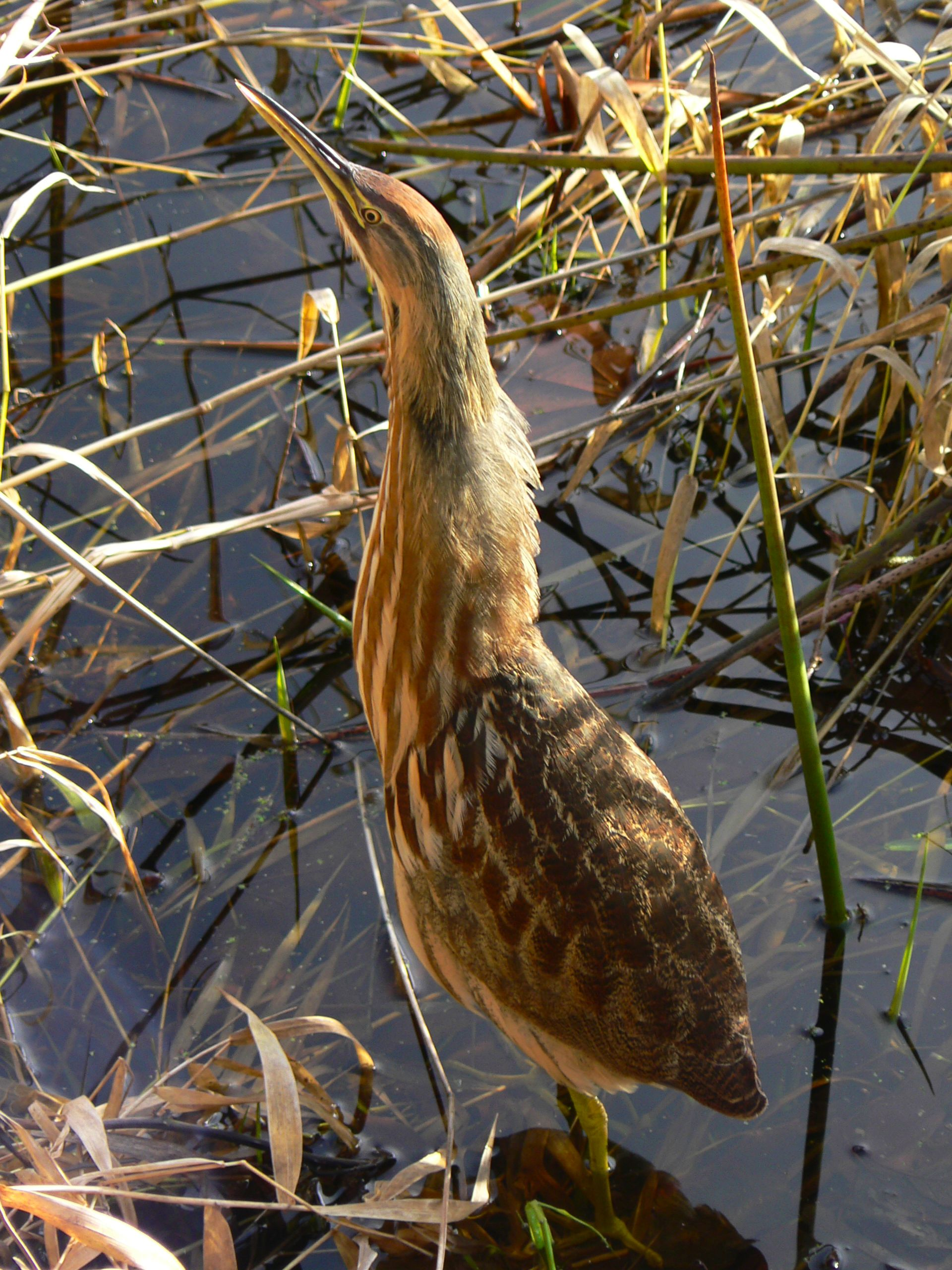
Butor d'Amérique

- Pélican d'Amérique, Pelecanus erythrorhynchos
- Cormoran à aigrettes, Phalacrocorax auritus
- Butor d'Amérique, Botaurus lentiginosus
- Balbuzard pêcheur, Pandion haliaetus
- Pygargue à tête blanche, Haliaeetus leucocephalus
- Busard Saint-Martin, Circus cyaneus
- Épervier brun, Accipiter striatus
- Petite buse, Buteo platypterus
- Buse de Swainson, Buteo swainsoni
- Buse à queue rousse, Buteo jamaicensis
- Buse pattue, Buteo lagopus
- Aigle royal, Aquila chrysaetos
- Faucon gerfaut, Falco rusticolus
- Grue du Canada, Grus canadensis
- Pluvier fauve, Pluvialis fulva
- Pluvier bronzé, Pluvialis dominica
- Pluvier siffleur, Charadrius melodus
- Bécasseau des Aléoutiennes, Calidris ptilocnemis
- Bécasseau d'Alaska, Calidris mauri
- Bécasseau de Baird, Calidris bairdii
- Bécasseau semipalmé, Calidris pusilla
- Bécasseau variable, Calidris alpina

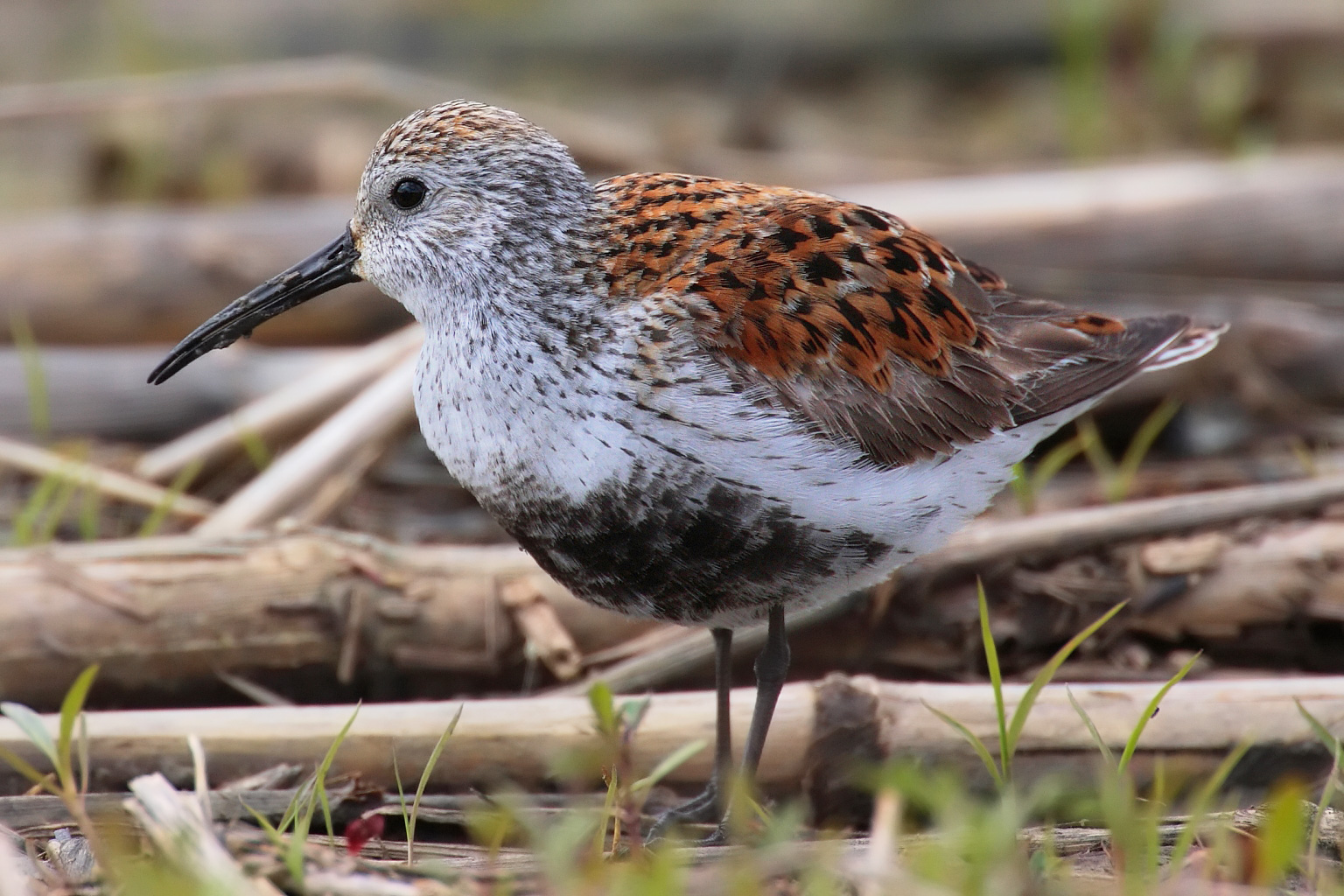
Bécasseau variable

- Bécasseau à échasses, Calidris himantopus
- Bécassin à long bec, Limnodromus scolopaceus
- Bécasse d'Amérique, Scolopax minor
- Phalarope de Wilson, Phalaropus tricolor
- Mouette de Franklin, Leucophaeus pipixcan
- Goéland à bec cerclé, Larus delawarensis
- Guifette noire, Chlidonias niger
- Labbe à longue queue, Stercorarius longicaudus
- Labbe parasite, Stercorarius parasiticus
- Coucou à bec noir, Coccyzus erythropthalmus
- Grand duc d'Amérique, Bubo virginianus
- Chouette rayée, Strix varia

- Hibou moyen-duc, Asio otus
- Petite nyctale, Aegolius acadicus
- Martin-pêcheur d'Amérique, Ceryle alcyon
- Pic chevelu, Picoides villosus
- Pic flamboyant, Colaptes auratus
- Grand pic, Dryocopus pileatus

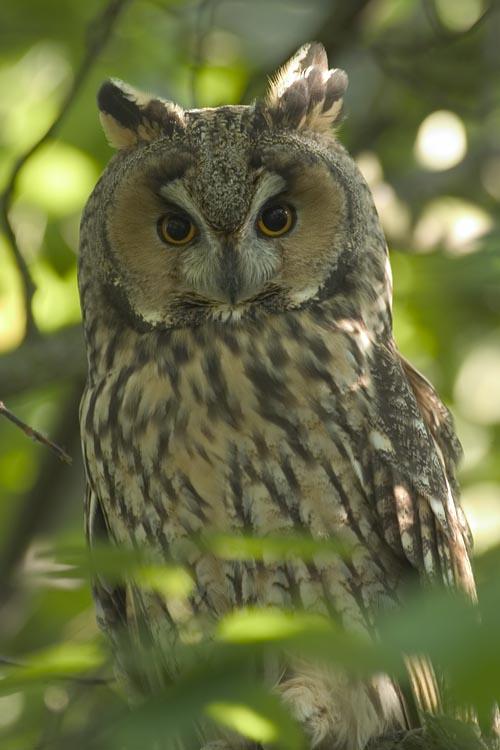
Hibou moyen-duc

- Pioui de l'Ouest, Contopus sordidulus
- Moucherolle phébi, Sayornis phoebe
- Tyran tritri, Tyrannus tyrannus
- Viréo mélodieux, Vireo gilvus
- Viréo aux yeux rouges, Vireo olivaceus
- Geai bleu, Cyanocitta cristata
- Pie d'Amérique, Pica hudsonia
- Corneille d'Amérique, Corvus brachyrhynchos
- Grand corbeau, Corvus corax
- Alouette hausse-col, Eremophila alpestris
- Hirondelle bicolore, Tachycineta bicolor
- Hirondelle de rivage, Riparia riparia

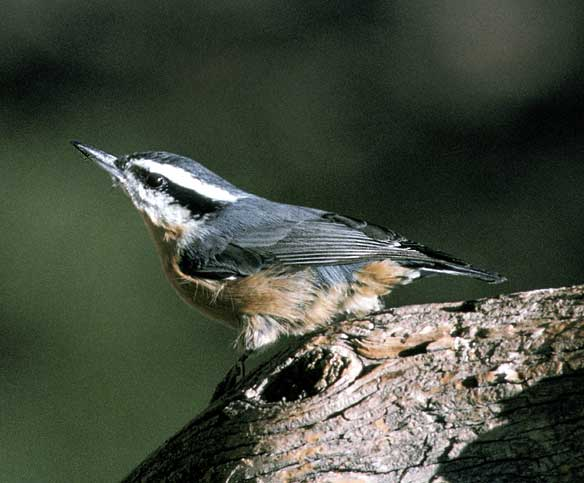
Sittelle à poitrine rousse

- Mésange à tête noire, Poecile atricapillus
- Sittelle à poitrine rousse, Sitta canadensis
- Grimpereau brun, Certhia americana
- Troglodyte des forêts, Troglodytes hiemalis
- Roitelet à couronne dorée, Regulus satrapa
- Pouillot boréal, Phylloscopus borealis
- Grive fauve, Catharus fuscescens
- Grive à collier, Ixoreus naevius
- Pipit d'Amérique, Anthus rubescens
- Pipit de Sprague, Anthus spragueii

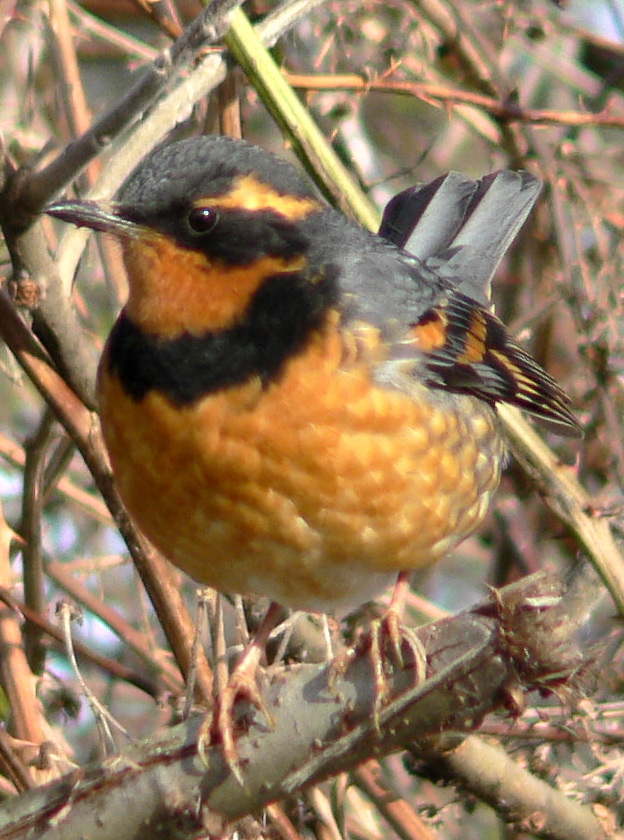
Grive à collier

- Solitaire de Townsend, Myadestes townsendi
- Merle d'Amérique, Turdus migratorius
- Jaseur d'Amérique, Bombycilla cedrorum
- Paruline jaune, Setophaga petechia
- Paruline bleue, Setophaga caerulescens
- Paruline masquée, Geothlypis trichas
- Paruline flamboyante, Setophaga ruticilla
- Bruant familier, Spizella passerina
- Bruant de Nelson, Ammodramus nelsoni
- Bruant des prés, Passerculus sandwichensis
- Bruant chanteur, Melospiza melodia
- Plectrophane de Smith, Calcarius pictus
- Plectrophane lapon, Calcarius lapponicus
- Bruant des neiges, Plectrophenax nivalis

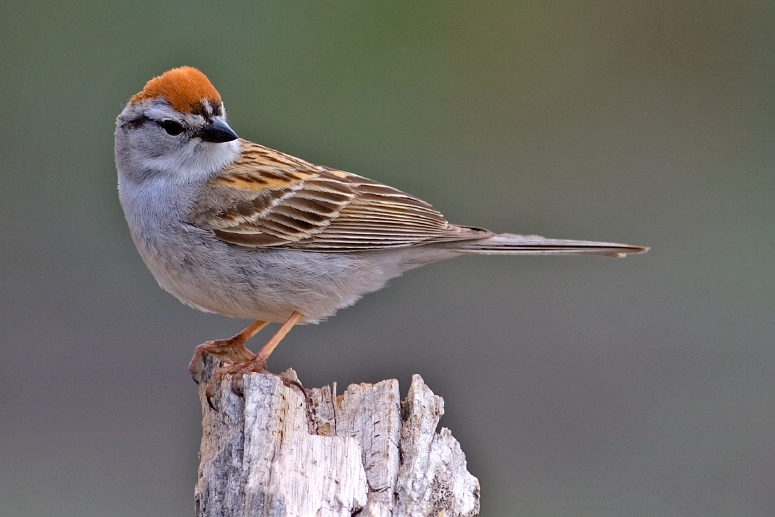
Bruant familier

- Cardinal à poitrine rose, Pheucticus ludovicianus
- Quiscale bronzé, Quiscalus quiscula
- Roselin pourpré Haemorhous purpureus
- Tarin des pins, Spinus pinus
- Sizerin blanchâtre, Acanthis hornemanni
- Gros-bec errant, Hesperiphona vespertina

## Espèces peu dépendantes de la forêt boréale
- Oie de Ross, Chen rossii
- Canard branchu, Aix sponsa
- Canard chipeau, Anas strepera

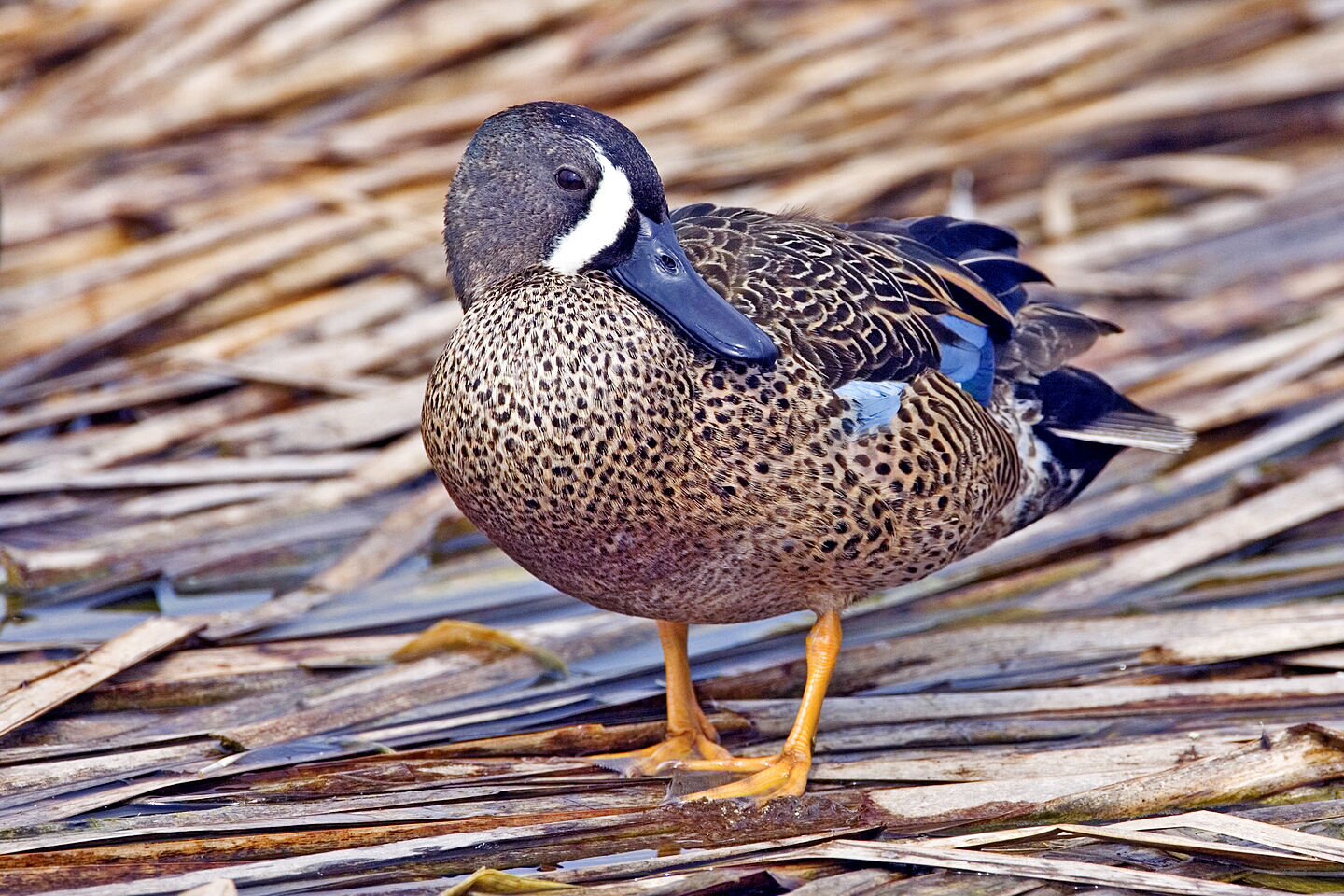
Sarcelle à ailes bleues

- Sarcelle à ailes bleues Anas discors
- Sarcelle cannelle, Anas cyanoptera
- Fuligule à tête rouge, Aythya americana
- Érismature rousse, Oxyura jamaicensis
- Plongeon à bec blanc, Gavia adamsii
- Grèbe à bec bigarré, Podilymbus podiceps
- Grèbe à cou noir, Podiceps nigricollis
- Grèbe élégant, Aechmophorus occidentalis
- Grand héron, Ardea herodias
- Héron vert, Butorides virescens
- Bihoreau gris, Nycticorax nycticorax
- Urubu à tête rouge, Cathartes aura
- Cygne siffleur, Cygnus columbianus
- Épervier de Cooper, Accipiter cooperii
- Crécerelle d'Amérique, Falco sparverius

- Faucon pèlerin, Falco peregrinus

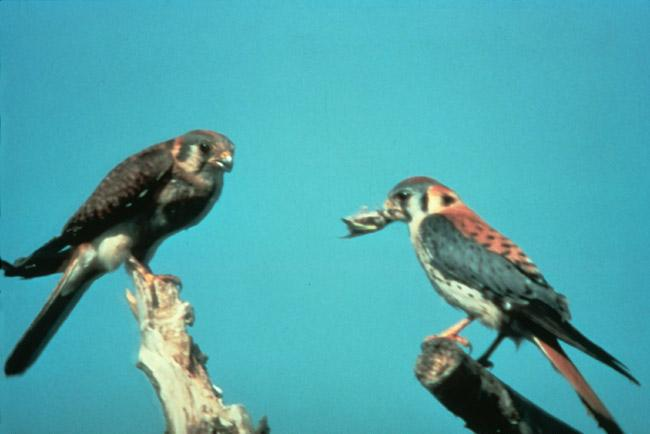
Crécerelle d'Amérique

- Tétras à queue fine, Tympanuchus phasianellus
- Perdrix grise, Perdix perdix
- Faisan de Colchide, Phasianus colchicus
- Dinde sauvage, Meleagris gallopavo
- Râle de Virginie, Rallus limicola
- Foulque d'Amérique, Fulica americana
- Pluvier argenté, Pluvialis squatarola
- Pluvier kildir, Charadrius vociferus
- Avocette d'Amérique, Recurvirostra americana
- Chevalier semipalmé, Tringa semipalmata
- Maubèche des champs, Bartramia longicauda
- Barge marbrée, Limosa fedoa
- Barge rousse, Limosa lapponica
- Courlis d'Alaska, Numenius tahitiensis
- Courlis à long bec, Numenius americanus
- Tournepierre à collier, Arenaria interpres
- Tournepierre noir, Arenaria melanocephala
- Bécasseau roussâtre, Tryngites subruficollis
- Phalarope à bec large, Phalaropus fulicaria

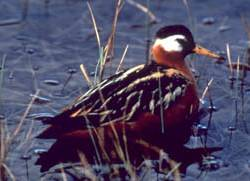
Phalarope rouge

- Goéland de Californie, Larus californicus
- Goéland à ailes grises, Larus glaucescens
- Goéland bourgmestre, Larus hyperboreus
- Mouette de Sabine, Xema sabini
- Sterne caspienne, Hydroprogne caspia
- Sterne de Forster, Sterna forsteri
- Pigeon biset, Columba livia
- Tourterelle triste, Zenaida macroura
- Petit-duc maculé, Megascops asio
- Harfang des neiges, Nyctea scandiaca
- Chevêchette des Rocheuses, Glaucidium gnoma
- Hibou des marais, Asio flammeus
- Engoulevent d'Amérique, Chordeiles minor
- Engoulevent bois-pourri, Caprimulgus vociferus
- Martinet ramoneur, Chaetura pelagica
- Colibri à gorge rubis, Archilochus colubris
- Colibri roux, Selasphorus rufus
- Pic à nuque rouge, Sphyrapicus nuchalis
- Pic à poitrine rouge, Sphyrapicus ruber

- Pic mineur, Picoides pubescens
- Pioui de l'Est, Contopus virens

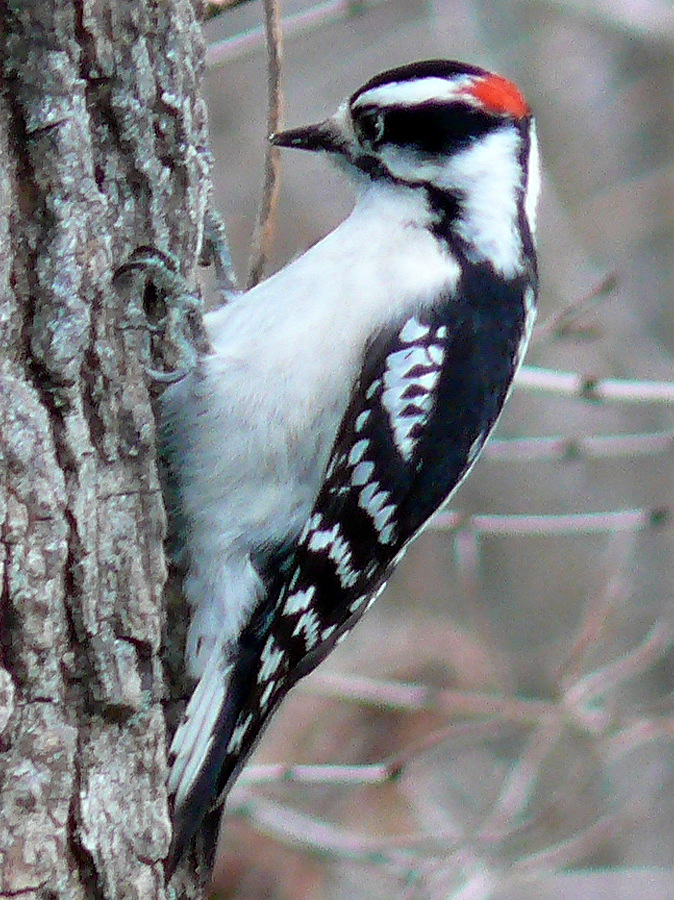
Pic mineur

- Moucherolle des saules, Empidonax traillii
- Moucherolle de Hammond, Empidonax hammondii
- Moucherolle sombre, Empidonax oberholseri
- Moucherolle des ravins, Empidonax occidentalis
- Moucherolle à centre roux, Sayornis saya
- Tyran huppé, Myiarchus crinitus
- Tyran de l'Ouest, Tyrannus verticalis
- Viréo à gorge jaune, Vireo flavifrons
- Viréo de Cassin, Vireo cassinii
- Geai de Steller, Cyanocitta stelleri
- Casse-noix d'Amérique, Nucifraga columbiana
- Hirondelle noire, Progne subis
- Hirondelle à face blanche, Tachycineta thalassina
- Hirondelle à front blanc, Petrochelidon pyrrhonota
- Hirondelle rustique, Hirundo rustica
- Mésange de Gambel, Poecile gambeli
- Mésange à dos marron, Poecile rufescens
- Sittelle à poitrine blanche, Sitta carolinensis
- Troglodyte familier, Troglodytes aedon
- Troglodyte des carex, Cistothorus platensis
- Troglodyte des marais, Cistothorus palustris
- Cincle d'Amérique, Cinclus mexicanus

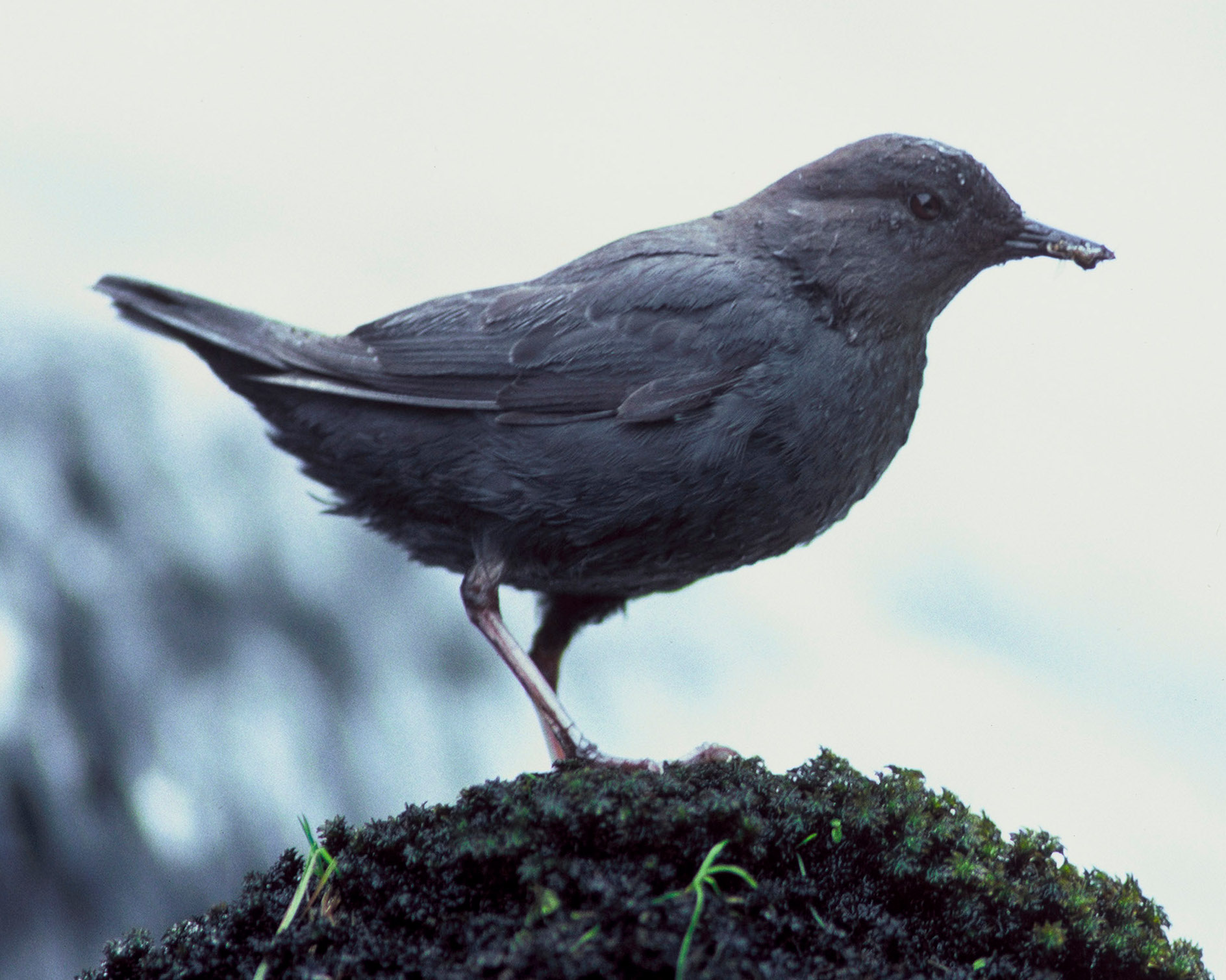
Cincle d'Amérique

- Pipit à gorge rousse, Anthus cervinus
- Bergeronnette printanière, Motacilla flava
- Gorgebleue à miroir, Luscinia svecica
- Merlebleu de l'Est, Sialia sialis
- Merlebleu azuré, Sialia currucoides
- Grive des bois, Hylocichla mustelina
- Moqueur chat, Dumetella carolinensis
- Moqueur roux, Toxostoma rufum
- Étourneau sansonnet, Sturnus vulgaris
- Paruline à ailes dorées, Vermivora chrysoptera
- Paruline à collier, Setophaga americana
- Paruline de Townsend, Setophaga townsendi
- Paruline des pins, Setophaga pinus
- Paruline des prés, Setophaga discolor
- Paruline des buissons, Geothlypis tolmiei
- Piranga écarlate, Piranga olivacea
- Piranga à tête rouge, Piranga ludoviciana
- Tohi tacheté, Pipilo maculatus
- Tohi à flancs roux, Pipilo erythrophthalmus
- Bruant de Brewer, Spizella breweri
- Bruant à joues marron, Chondestes grammacus
- Bruant vespéral Pooecetes gramineus
- Bruant de Baird, Ammodramus bairdii
- Bruant sauterelle, Ammodramus savannarum
- Bruant à face noire, Zonotrichia querula
- Cardinal rouge, Cardinalis cardinalis
- Bruant indigo, Passerina cyanea
- Goglu des prés, Dolichonyx oryzivorus
- Carouge à épaulettes, Agelaius phoeniceus
- Sturnelle des prés, Sturnella magna
- Sturnelle de l'Ouest, Sturnella negligea

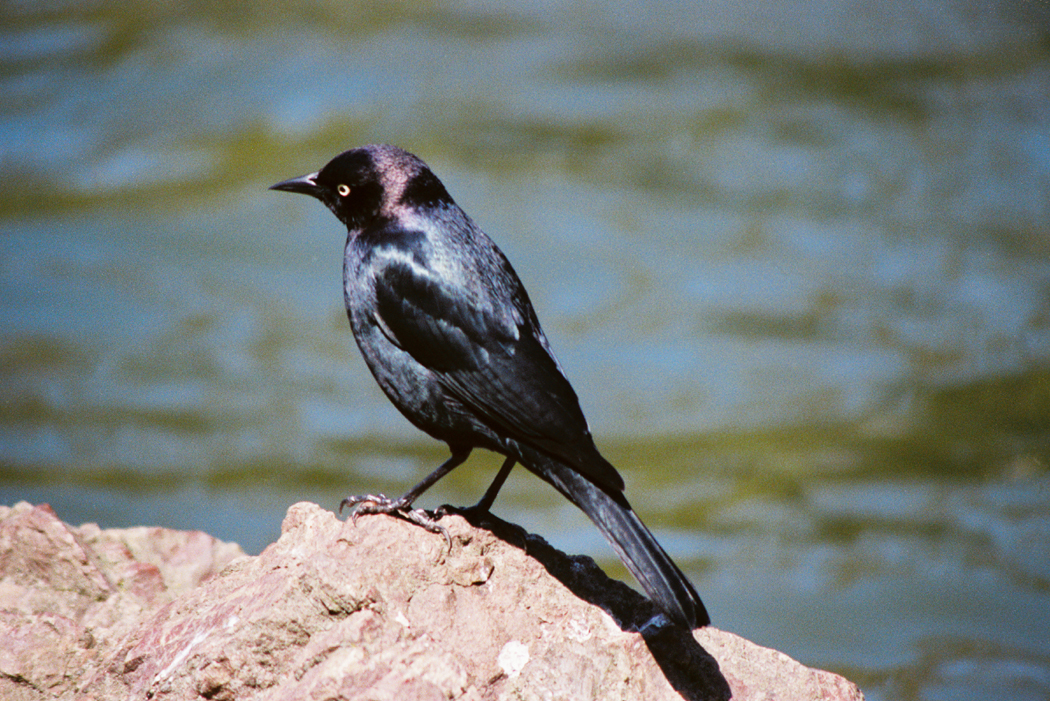
Quiscale de Brewer

- Quiscale de Brewer, Euphagus cyanocephalus
- Carouge à tête jaune, Xanthocephalus xanthocephalus
- Vacher à tête brune, Molothrus ater
- Oriole de Baltimore, Icterus galbula
- Roselin de Cassin, Carpodacus cassinii
- Roselin familier, Carpodacus mexicanus
- Chardonneret jaune, Spinus tristis
- Moineau domestique, Passer domesticus